# Michel Frey
Pour les articles homonymes, voir Frey.

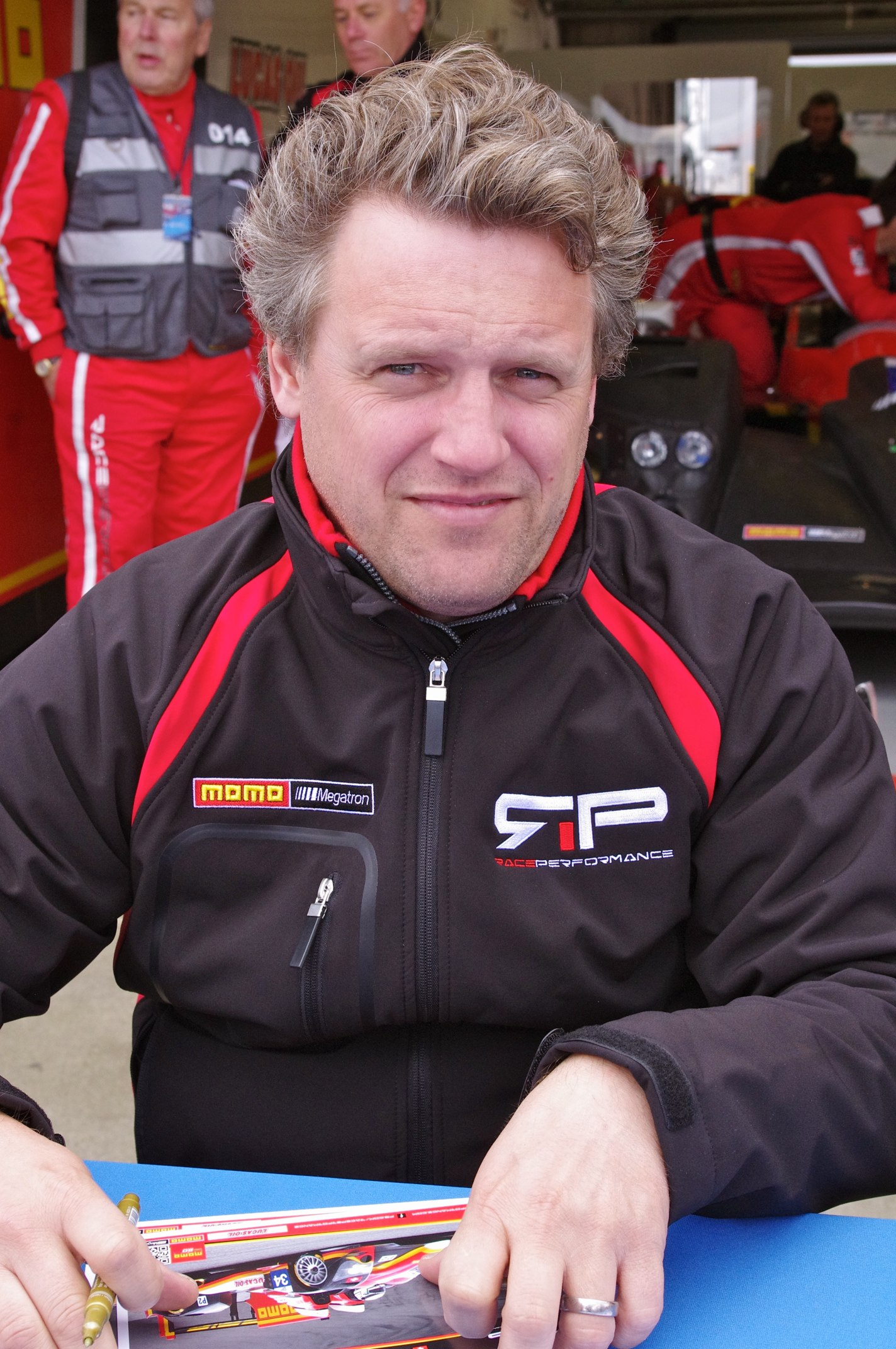
Michel Frey en 2014.

Michel Frey, né le 26 novembre 1973 à Aarau est un pilote automobile suisse. Il compte notamment quatre participations aux 24 Heures du Mans, entre 2011 et 2014. En outre, il est patron de l'écurie Race Performance,.

## Biographie
En 2008, il continue sa carrière de pilote automobile en grand tourisme, dans le championnat ADAC GT Masters, où il pilote l'Aston Martin DBRS9 de Hexis Racing.
En 2011, il participe pour la première fois aux 24 Heures du Mans en 2011 à bord de l'Oreca 03 de Race Performance. Il termine à la dix-neuvième place du classement général,,.